# Raoul I. (Soissons)

Das Wappen von Graf Raoul I. von Soissons.

Raoul I. der Gute (französisch Raoul le Bon; † 1236) war Graf von Soissons aus dem Haus Nesle. Er war der jüngste von drei Söhnen Sire Raouls II. von Nesle, Burggraf von Brügge, und seiner Ehefrau Gersende von Montaigu. Obwohl er selbst nie die Stammburg seiner Familie besaß, wird er häufig Raoul III. von Nesle genannt.

## Leben
Von seinem ältesten Bruder, Graf Conon von Soissons, der 1180 gestorben war, erbte er die Grafschaft Soissons. Die Burg von Nesle und die Burggrafschaft Brügge gingen an den zweitältesten Bruder, Johann I. († 1197/1200), über. 1184 übernahm Raoul auch die Burg von Noyon.
Raoul nahm im Gefolge König Philipps II. von Frankreich am Dritten Kreuzzug teil, wo er sich bei der Belagerung von Akkon auszeichnete. Nach seiner Rückkehr in die Heimat stieg er in den engsten Vertrautenkreis des königlichen Hofs auf und unterstützte den König im Kampf gegen die Plantagenets. Im Jahr 1214 kämpfte er in der siegreichen Schlacht bei Bouvines. Über die Grenzen Frankreichs hinaus erwarb sich Raoul den Ruf eines Prud’homme, eines in seinem Auftreten und Handeln vollendeten Ritters. Papst Honorius III. bezeichnete ihn in einem Schreiben aus dem Jahr 1216 als das Licht einer Kerze (comme une lampe posée sur candelabre).
Im Jahr 1216 begleitete Raoul den Prinzen Ludwig den Löwen bei dessen Invasion in England. 1218 nahm er als Kreuzfahrer des Albigenserkreuzzuges bei der Belagerung von Toulouse teil, wo der Anführer des Kreuzzuges, Simon IV. de Montfort, getötet wurde. Nach dem Tod König Ludwigs VIII. 1226 unterstützte Raoul zusammen mit seinem Sohn die Regentin Blanka von Kastilien gegen die revoltierenden Barone um Peter Mauclerc.
Nach seinem Tod wurde er in der Abtei von Longpont bestattet. Die Abteikirche hatte er selbst 1227 in Anwesenheit des jungen Königs Ludwig IX. (Saint Louis) eingeweiht.

## Ehe und Nachkommen
Seine erste Ehefrau war Adèle von Dreux († um 1210), eine Tochter von Graf Robert I. von Dreux. Ihre Kinder waren:
- Gertrude († 1220/22), ⚭ (1) Graf Johann von Beaumont-sur-Oise († 1222) (Haus Beaumont-sur-Oise), ⚭ (2) Mathieu II. de Montmorency († 1230), Connétable von Frankreich (Stammliste der Montmorency);
- Alienor († 1229/34), ⚭ (1) Graf Mathieu III. von Beaumont-sur-Oise († 1208) (Haus Beaumont-sur-Oise), ⚭ (2) Stephan von Sancerre († 1252), Herr von Châtillon-sur-Loing, Großmundschenk von Frankreich.

Raouls zweite Frau war eine nicht näher bekannte Yolande, mit der er zwei Söhne hatte:
- Johann († 1270/72), Erbe Raouls I.;
- Raoul († 1270), Trouvère, Herr von Coeuvres.

Seine dritte Frau war Ada von Avesnes († nach 1249), eine Tochter des Jakob von Avesnes. Mit ihr hatte er keine Kinder.